# 恕妃
恕妃（じょひ、？ - ？）は、清の嘉慶帝の皇子時代の側室。姓は完顔（ワンヤン）氏。満州鑲紅旗の出身。

## 生涯
乾隆51年（1786年）、八旗選秀により、乾隆帝の第15皇子永琰（後の嘉慶帝）に側福晋（側室）として嫁ぎ、乾隆54年（1789年）から乾隆57年（1792年）の間に亡くなったとされる。
嘉慶帝の即位後、恕妃に追封された。

## 伝記資料
- 『清史稿』